# غاريقون قطبي شمالي
غاريقون قطبي شمالي (الاسم العلمي: Agaricus arcticus) هو نوع الفطريات يتبع جنس الغاريقون من الفصيلة الغاريقونية.